# Eucalyptus hypochlamydea
Eucalyptus hypochlamydea är en myrtenväxtart som beskrevs av Murray Ian Hill Brooker. Eucalyptus hypochlamydea ingår i släktet Eucalyptus och familjen myrtenväxter. Inga underarter finns listade i Catalogue of Life.